# ساننا-میئون (گیونگجو)
ساننا-میئون (گیونگجو) (به لاتین: Sannae-myeon) یک منطقهٔ مسکونی در کره جنوبی است که در گیونگجو واقع شده‌است.